# Trachelophora curvicollis
Trachelophora curvicollis är en skalbaggsart som beskrevs av Benoit-Philibert Perroud 1855. Trachelophora curvicollis ingår i släktet Trachelophora och familjen långhorningar. Inga underarter finns listade i Catalogue of Life.